# FC Košice (2018)
FC Košice is een Slowaakse voetbalclub uit Košice.
Na de teloorgang van FC VSS Košice in 2017 werd een nieuwe club, FK Košice opgericht in 2017. De club fuseerde in 2018 met FK Košice-Barca, dat in 1921 opgericht werd als ŠK Vyšné Opátske. Onder de nieuwe naam FC Košice werd de club meteen kampioen in de derde klasse zonder één wedstrijd te verliezen. Na een plaats in de middenmoot eindigde de club in 2021 en 2022 op een vijfde plaats. In 2023 kon de club promotie naar de hoogste klasse afdwingen. 

## In Europa
Uitslagen vanuit gezichtspunt FC Košice (2018)
| Seizoen | Competitie        | Ronde | Land                 | Club         | Totaalscore | 1e W    | 2e W    | PUC |
| ------- | ----------------- | ----- | -------------------- | ------------ | ----------- | ------- | ------- | --- |
| 2025/26 | Conference League | 2Q    | Vlag van Wit-Rusland | Neman Grodno | 3-4         | 2-3 (T) | 1-1 (U) | 0.5 |

Totaal aantal punten voor UEFA coëfficiënten: 0.5
Zie ook:
- Deelnemers UEFA-toernooien Slowakije
- Ranglijst van alle clubs die in de diverse Europa Cups zijn uitgekomen